# Sapischanka (Lwiw)
Sapischanka (ukrainisch Сапіжанка; russisch Сапежанка Sapeschanka, polnisch Sapieżanka) ist ein Dorf in der westukrainischen Oblast Lwiw mit etwa 604 Einwohnern.
Am 12. Juni 2020 wurde das Dorf ein Teil der neu gegründeten Stadtgemeinde Kamjanka-Buska im Rajon Lwiw, bis dahin gehörte es mit drei anderen Dörfern zur Landratsgemeinde Derniw Дернів im Rajon Kamjanka-Buska.

## Geschichte
Der Ort wurde im Jahre 1804 von hr. (Graf) Józef Mier auf dem Grund von Derniw gegründet und wurde nach der Ehefrau von Graf Mier, Anna Sapieżyna, benannt. 25 deutsche, evangelische Familien wurden dort angesiedelt. Sie gründeten eine Filialgemeinde der Pfarrgemeinde Jozefów in der Evangelischen Superintendentur A. B. Galizien. Im Jahre 1875 hatte der Ort eine einklassige evangelische Privatvolksschule, und die evangelische Kirche war damals im Bau.
Im Jahre 1900 hatte die Gemeinde Sapieżanka 63 Häuser mit 435 Einwohnern, davon 389 deutschsprachige, 29 ruthenischsprachige, 3 polnischsprachige, 13 römisch-katholische, 21 griechisch-katholische, 23 Juden, 378 anderen Glaubens.
Nach dem Ende des Polnisch-Ukrainischen Kriegs 1919 kam die Gemeinde zu Polen. Im Jahre 1921 hatte sie 62 Häuser mit 345 Einwohnern, davon 284 Deutschen, 55 Polen, 5 Ruthenen, 1 anderer Nationalität, 292 evangelische, 23 römisch-katholische, 8 griechisch-katholische, 22 Juden (Religion).
Im Zweiten Weltkrieg gehörte der Ort zuerst zur Sowjetunion und ab 1941 zum Generalgouvernement, ab 1945 wieder zur Sowjetunion, heute zur Ukraine.